# Liste des cathédrales inscrites au patrimoine mondial
Cet article recense les cathédrales inscrites au patrimoine mondial.

## Listes

### Inscriptions explicites
Les cathédrales suivantes font explicitement l'objet d'une procédure d'inscription au patrimoine mondial (éventuellement avec d'autres édifices).
| Cathédrale                                                      | Pays        | Notes | Culte             | Référence | Coordonnées                         | Photo |
| --------------------------------------------------------------- | ----------- | --- | ----------------- | --------- | ----------------------------------- | ----- |
| Cathédrale d'Aix-la-Chapelle                                    | Allemagne   | | Église catholique | 3         | 50° 46′ 29″ nord, 6° 05′ 02″ est    |       |
| Cathédrale de Cologne                                           | Allemagne   | | Église catholique | 292       | 50° 56′ 29″ nord, 6° 57′ 28″ est    |       |
| Cathédrale Sainte-Marie de Hildesheim                           | Allemagne   | Partie du site « Cathédrale Sainte-Marie et église Saint-Michel de Hildesheim (de) »                                                          | Église catholique | 187       | 52° 08′ 56″ nord, 9° 56′ 50″ est    |       |
| Cathédrale de Naumbourg                                         | Allemagne   | | Luthéranisme      | 1470      | 51° 09′ 17″ nord, 11° 48′ 14″ est   |       |
| Cathédrale Notre-Dame-de-l'Assomption-et-Saint-Étienne de Spire | Allemagne   | | Église catholique | 168       | 49° 19′ 02″ nord, 8° 26′ 33″ est    |       |
| Cathédrale Saint-Pierre de Trèves                               | Allemagne   | Partie du site « Trèves – monuments romains, cathédrale Saint-Pierre et église Notre-Dame (de) »                                              | Église catholique | 367       | 49° 45′ 22″ nord, 6° 38′ 35″ est    |       |
| Sainte-Etchmiadzin                                              | Arménie     | | Église catholique | 1011      | 40° 09′ 42″ nord, 44° 17′ 28″ est   |       |
| Cathédrale Notre-Dame d'Anvers                                  | Belgique    | Partie du site « Beffrois de Belgique et de France »                                                                                          | Église catholique | 943       | 51° 13′ 13″ nord, 4° 24′ 04″ est    |       |
| Cathédrale Notre-Dame de Tournai                                | Belgique    | | Église catholique | 1009      | 50° 36′ 23″ nord, 3° 23′ 20″ est    |       |
| Cathédrale Saint-Jacques de Šibenik                             | Croatie     | | Église catholique | 963       | 43° 44′ 08″ nord, 15° 53′ 21″ est   |       |
| Cathédrale de Roskilde                                          | Danemark    | | Église catholique | 695       | 55° 38′ 34″ nord, 12° 04′ 49″ est   |       |
| Cathédrale Sainte-Marie d'Astorga                               | Espagne     | Partie du site « Chemins de Saint-Jacques-de-Compostelle : Camino francés et chemins du nord de l'Espagne »                                   | Église catholique | 669       | 42° 27′ 28″ nord, 6° 03′ 25″ ouest  |       |
| Cathédrale Saint-Jacques de Bilbao                              | Espagne     | Partie du site « Chemins de Saint-Jacques-de-Compostelle : Camino francés et chemins du nord de l'Espagne »                                   | Église catholique | 669       | 43° 15′ 25″ nord, 2° 55′ 26″ ouest  |       |
| Cathédrale Sainte-Marie de Burgos                               | Espagne     | | Église catholique | 316       | 42° 20′ 27″ nord, 3° 42′ 16″ ouest  |       |
| Cathédrale Saint-Pierre de Jaca                                 | Espagne     | Partie du site « Chemins de Saint-Jacques-de-Compostelle : Camino francés et chemins du nord de l'Espagne »                                   | Église catholique | 669       | 42° 34′ 15″ nord, 0° 32′ 57″ ouest  |       |
| Cathédrale de Logroño                                           | Espagne     | Partie du site « Chemins de Saint-Jacques-de-Compostelle : Camino francés et chemins du nord de l'Espagne »                                   | Église catholique | 669       | 42° 27′ 59″ nord, 2° 26′ 44″ ouest  |       |
| Cathédrale de Lugo                                              | Espagne     | Partie du site « Chemins de Saint-Jacques-de-Compostelle : Camino francés et chemins du nord de l'Espagne »                                   | Église catholique | 669       | 43° 00′ 33″ nord, 7° 33′ 30″ ouest  |       |
| Cathédrale de Mondoñedo                                         | Espagne     | Partie du site « Chemins de Saint-Jacques-de-Compostelle : Camino francés et chemins du nord de l'Espagne »                                   | Église catholique | 669       | 43° 25′ 41″ nord, 7° 21′ 46″ ouest  |       |
| Cathédrale San Salvador d'Oviedo                                | Espagne     | Partie du site « Chemins de Saint-Jacques-de-Compostelle : Camino francés et chemins du nord de l'Espagne »                                   | Église catholique | 669       | 43° 21′ 45″ nord, 5° 50′ 35″ ouest  |       |
| Cathédrale Sainte-Marie de Pampelune                            | Espagne     | Partie du site « Chemins de Saint-Jacques-de-Compostelle : Camino francés et chemins du nord de l'Espagne »                                   | Église catholique | 669       | 42° 49′ 11″ nord, 1° 38′ 27″ ouest  |       |
| Cathédrale de Santo Domingo de la Calzada                       | Espagne     | Partie du site « Chemins de Saint-Jacques-de-Compostelle : Camino francés et chemins du nord de l'Espagne »                                   | Église catholique | 669       | 42° 26′ 27″ nord, 2° 57′ 12″ ouest  |       |
| Cathédrale Notre-Dame du Siège de Séville                       | Espagne     | Partie du site « La cathédrale, l'Alcázar et les Archivo de Indias de Séville »                                                               | Église catholique | 383       | 37° 23′ 09″ nord, 5° 59′ 35″ ouest  |       |
| Cathédrale Santa María de Vitoria                               | Espagne     | Partie du site « Chemins de Saint-Jacques-de-Compostelle : Camino francés et chemins du nord de l'Espagne »                                   | Église catholique | 669       | 42° 51′ 03″ nord, 2° 40′ 21″ ouest  |       |
| Cathédrale Saint-Caprais d'Agen                                 | France      | Partie du site « Chemins de Saint-Jacques-de-Compostelle en France »                                                                          | Église catholique | 868       | 44° 12′ 23″ nord, 0° 37′ 09″ est    |       |
| Cathédrale Notre-Dame d'Amiens                                  | France      | | Église catholique | 162       | 49° 53′ 41″ nord, 2° 18′ 08″ est    |       |
| Cathédrale Sainte-Marie d'Auch                                  | France      | Partie du site « Chemins de Saint-Jacques-de-Compostelle en France »                                                                          | Église catholique | 868       | 43° 38′ 47″ nord, 0° 35′ 09″ est    |       |
| Cathédrale Sainte-Marie de Bayonne                              | France      | Partie du site « Chemins de Saint-Jacques-de-Compostelle en France »                                                                          | Église catholique | 868       | 43° 29′ 26″ nord, 1° 28′ 38″ ouest  |       |
| Cathédrale Saint-Jean-Baptiste de Bazas                         | France      | Partie du site « Chemins de Saint-Jacques-de-Compostelle en France »                                                                          | Église catholique | 868       | 44° 25′ 53″ nord, 0° 12′ 35″ ouest  |       |
| Cathédrale Saint-André de Bordeaux                              | France      | Partie du site « Chemins de Saint-Jacques-de-Compostelle en France ». Également protégée dans le cadre du site « Bordeaux, Port de la Lune ». | Église catholique | 1256      | 44° 50′ 16″ nord, 0° 34′ 39″ ouest  |       |
| Cathédrale Saint-Étienne de Bourges                             | France      | Également protégée dans le cadre du site « Chemins de Saint-Jacques-de-Compostelle en France ».                                               | Église catholique | 635       | 47° 04′ 56″ nord, 2° 23′ 57″ est    |       |
| Cathédrale Saint-Étienne de Cahors                              | France      | Partie du site « Chemins de Saint-Jacques-de-Compostelle en France »                                                                          | Église catholique | 868       | 44° 26′ 50″ nord, 1° 26′ 35″ est    |       |
| Cathédrale Notre-Dame de Chartres                               | France      | | Église catholique | 81        | 48° 26′ 52″ nord, 1° 29′ 16″ est    |       |
| Cathédrale Notre-Dame-de-l'Annonciation du Puy-en-Velay         | France      | Partie du site « Chemins de Saint-Jacques-de-Compostelle en France »                                                                          | Église catholique | 868       | 45° 02′ 44″ nord, 3° 53′ 05″ est    |       |
| Cathédrale Saint-Front                                          | France      | Partie du site « Chemins de Saint-Jacques-de-Compostelle en France »                                                                          | Église catholique | 868       | 45° 11′ 01″ nord, 0° 43′ 22″ est    |       |
| Cathédrale Notre-Dame de Reims                                  | France      | | Église catholique | 601       | 49° 15′ 14″ nord, 4° 02′ 02″ est    |       |
| Cathédrale Notre-Dame de Saint-Bertrand-de-Comminges            | France      | Partie du site « Chemins de Saint-Jacques-de-Compostelle en France »                                                                          | Église catholique | 868       | 43° 01′ 36″ nord, 0° 34′ 16″ est    |       |
| Cathédrale Saint-Lizier de Saint-Lizier                         | France      | Partie du site « Chemins de Saint-Jacques-de-Compostelle en France »                                                                          | Église catholique | 868       | 43° 00′ 06″ nord, 1° 08′ 15″ est    |       |
| Cathédrale de Svétitskhovéli                                    | Géorgie     | Partie du site « Monuments historiques de Mtskheta »                                                                                          | Église catholique | 708       | 41° 50′ 31″ nord, 44° 43′ 16″ est   |       |
| Cathédrale de Cefalù                                            | Italie      | Partie du site « Palerme arabo-normande et les cathédrales de Cefalú et Monreale »                                                            | Église catholique | 1487      | 38° 02′ 23″ nord, 14° 01′ 26″ est   |       |
| Cathédrale de Modène                                            | Italie      | Partie du site « Cathédrale, Torre Civica et Piazza Grande, Modène »                                                                          | Église catholique | 827       | 44° 38′ 46″ nord, 10° 55′ 33″ est   |       |
| Cathédrale de Monreale                                          | Italie      | Partie du site « Palerme arabo-normande et les cathédrales de Cefalú et Monreale »                                                            | Église catholique | 1487      | 38° 04′ 55″ nord, 13° 17′ 32″ est   |       |
| Cathédrale de Palerme                                           | Italie      | Partie du site « Palerme arabo-normande et les cathédrales de Cefalú et Monreale »                                                            | Église catholique | 1487      | 38° 06′ 52″ nord, 13° 21′ 22″ est   |       |
| Basilique des Vingt-Six Saints Martyrs du Japon                 | Japon       | Partie du site « Sites chrétiens cachés de la région de Nagasaki »                                                                            | Église catholique | 1495      | 32° 44′ 03″ nord, 129° 52′ 13″ est  |       |
| Cathédrale de Cuernavaca (es)                                   | Mexique     | Partie du site « Premiers monastères du XVIe siècle sur les versants du Popocatépetl »                                                        | Église catholique | 702       | 18° 55′ 13″ nord, 99° 14′ 12″ ouest |       |
| Cathédrale de León                                              | Nicaragua   | | Église catholique | 1236      | 12° 26′ 06″ nord, 86° 52′ 41″ ouest |       |
| Cathédrale de Canterbury                                        | Royaume-Uni | Partie du site « Cathédrale, abbaye Saint-Augustin et église Saint-Martin à Canterbury »                                                      | Anglicanisme      | 496       | 51° 16′ 47″ nord, 1° 04′ 59″ est    |       |
| Cathédrale de Durham                                            | Royaume-Uni | Partie du site « Cathédrale et château de Durham »                                                                                            | Anglicanisme      | 370       | 54° 46′ 25″ nord, 1° 34′ 34″ ouest  |       |
| Cathédrale Saint-Jean-Baptiste de Pskov                         | Russie      | Partie du site « Églises de l'école d'architecture de Pskov »                                                                                 | Église orthodoxe  | 1523      | 57° 49′ 29″ nord, 28° 19′ 14″ est   |       |
| Cathédrale de la Nativité                                       | Russie      | Partie du site « Monuments de Vladimir et de Souzdal »                                                                                        | Église orthodoxe  | 633       | 56° 25′ 00″ nord, 40° 26′ 33″ est   |       |
| Cathédrale de l'Assomption de Sviiajsk                          | Russie      | Partie du site « Cathédrale et monastère de l'Assomption de l'île-village de Sviajsk »                                                        | Église orthodoxe  | 1525      | 55° 46′ 14″ nord, 48° 39′ 09″ est   |       |
| Cathédrale de la Dormition de Vladimir                          | Russie      | Partie du site « Monuments de Vladimir et de Souzdal »                                                                                        | Église orthodoxe  | 633       | 56° 07′ 38″ nord, 40° 24′ 33″ est   |       |
| Cathédrale Saint-Dimitri de Vladimir                            | Russie      | Partie du site « Monuments de Vladimir et de Souzdal »                                                                                        | Église orthodoxe  | 633       | 56° 07′ 45″ nord, 40° 24′ 39″ est   |       |
| Cathédrale Sainte-Sophie de Kiev                                | Ukraine     | Partie du site « Kiev : cathédrale Sainte-Sophie et ensemble des bâtiments monastiques et laure de Kievo-Petchersk »                          | Église orthodoxe  | 527       | 50° 27′ 10″ nord, 30° 30′ 52″ est   |       |

### Inscriptions générales
Les cathédrales suivantes sont érigées dans le périmètre de protection d'un site inscrit, sans que celui-ci ne les mentionnent explicitement.
| Cathédrale                                                            | Pays                   | Notes                          | Culte                                           | Site | Référence | Coordonnées                          | Photo |
| --------------------------------------------------------------------- | ---------------------- | ------------------------------ | ----------------------------------------------- | --- | --------- | ------------------------------------ | ----- |
| Cathédrale Saint-Pierre-et-Saint-Georges de Bamberg                   | Allemagne              |                                | Église catholique                               | Ville de Bamberg | 624       | 49° 53′ 27″ nord, 10° 52′ 57″ est    |       |
| Cathédrale Saint-Pierre de Ratisbonne                                 | Allemagne              |                                | Église catholique                               | Vieille ville de Ratisbonne et Stadtamhof (de) | 1155      | 49° 01′ 10″ nord, 12° 05′ 54″ est    |       |
| Cathédrale du Saint-Sauveur du Congo                                  | Angola                 |                                | Église catholique                               | Mbanza Kongo, vestiges de la capitale de l'ancien Royaume du Kongo                                                                                    | 1511      | 6° 15′ 53″ sud, 14° 14′ 45″ est      |       |
| Cathédrale de Zvartnots                                               | Arménie                | Ruines                         | Église apostolique arménienne                   | Cathédrale et les églises d'Etchmiadzine et le site archéologique de Zvarnotz                                                                         | 1011      | 40° 09′ 37″ nord, 44° 20′ 12″ est    |       |
| Cathédrale Saint-Gilles de Graz                                       | Autriche               |                                | Église catholique                               | Ville de Graz – Centre historique et château d'Eggenberg                                                                                              | 931       | 47° 04′ 19″ nord, 15° 26′ 32″ est    |       |
| Cathédrale Saint-Rupert de Salzbourg                                  | Autriche               |                                | Église catholique                               | Centre historique de la ville de Salzbourg | 784       | 47° 47′ 52″ nord, 13° 02′ 49″ est    |       |
| Cathédrale Saint-Étienne de Vienne                                    | Autriche               |                                | Église catholique                               | Centre historique de Vienne | 1033      | 48° 12′ 30″ nord, 16° 22′ 24″ est    |       |
| Cathédrale Saint-Michel-et-Tous-les-Anges de Bridgetown               | Barbade                |                                | Église catholique                               | Centre historique de Bridgetown et sa garnison (en)                                                                                                   | 1376      | 13° 05′ 52″ nord, 59° 36′ 45″ ouest  |       |
| Cathédrale Saint-Patrick de Bridgetown                                | Barbade                |                                | Église catholique                               | Centre historique de Bridgetown et sa garnison (en)                                                                                                   | 1376      | 13° 05′ 30″ nord, 59° 36′ 33″ ouest  |       |
| Cathédrale Saint-Sauveur de Bruges                                    | Belgique               |                                | Église catholique                               | Le centre historique de Bruges | 996       | 51° 12′ 20″ nord, 3° 13′ 17″ est     |       |
| Cathédrale Notre-Dame-de-la-Paix de Potosí (es)                       | Bolivie                |                                | Église catholique                               | Ville de Potosí | 420       | 19° 35′ 19″ sud, 65° 45′ 10″ ouest   |       |
| Cathédrale métropolitaine de Sucre                                    | Bolivie                |                                | Église catholique                               | Ville historique de Sucre | 566       | 19° 02′ 55″ sud, 65° 15′ 37″ ouest   |       |
| Cathédrale de Brasilia                                                | Brésil                 |                                | Église catholique                               | Brasilia | 445       | 15° 47′ 54″ sud, 47° 52′ 32″ ouest   |       |
| Cathédrale métropolitaine de Diamantina (pt)                          | Brésil                 |                                | Église catholique                               | Centre historique de la ville de Diamantina (pt) | 890       | 18° 14′ 41″ sud, 43° 35′ 51″ ouest   |       |
| Cathédrale de Goiás                                                   | Brésil                 |                                | Église catholique                               | Centre historique de la ville de Goiás (pt) | 993       | 15° 56′ 03″ sud, 50° 08′ 26″ ouest   |       |
| Cathédrale d'Olinda (pt)                                              | Brésil                 |                                | Église catholique                               | Centre historique de la ville d'Olinda (pt) | 189       | 8° 00′ 50″ sud, 34° 50′ 57″ ouest    |       |
| Cathédrale-basilique Saint-Sauveur de Salvador de Bahia (pt)          | Brésil                 |                                | Église catholique                               | Centre historique de Salvador de Bahia | 309       | 12° 58′ 22″ sud, 38° 30′ 37″ ouest   |       |
| Cathédrale de São Luis (pt)                                           | Brésil                 |                                | Église catholique                               | Centre historique de São Luís (pt) | 821       | 2° 31′ 41″ sud, 44° 18′ 17″ ouest    |       |
| Basilique-cathédrale Notre-Dame de Québec                             | Canada                 |                                | Église catholique                               | Arrondissement historique du Vieux-Québec | 300       | 46° 48′ 49″ nord, 71° 12′ 21″ ouest  |       |
| Cathédrale de la Sé de Cidade Velha                                   | Cap-Vert               | Ruines                         | Église catholique                               | Cidade Velha, centre historique de Ribeira Grande | 1310      | 14° 54′ 49″ nord, 23° 36′ 14″ ouest  |       |
| Cathédrale de la Sé de Macao                                          | Chine                  |                                | Église catholique                               | Centre historique de Macao | 1110      | 22° 11′ 37″ nord, 113° 32′ 30″ est   |       |
| Saint-Paul                                                            | Chine                  | Ruines                         | Église catholique                               | Centre historique de Macao | 1110      | 22° 11′ 51″ nord, 113° 32′ 27″ est   |       |
| Cathédrale Sainte-Catherine-d'Alexandrie de Carthagène des Indes (es) | Colombie               |                                | Église catholique                               | Port, forteresses et ensemble monumental de Carthagène                                                                                                | 285       | 10° 25′ 25″ nord, 75° 33′ 04″ ouest  |       |
| Cathédrale du Sacré-Cœur de Grand-Bassam                              | Côte d'Ivoire          |                                | Église catholique                               | Ville historique de Grand-Bassam | 1322      | 5° 11′ 45″ nord, 3° 44′ 02″ ouest    |       |
| Cathédrale de Dubrovnik                                               | Croatie                |                                | Église catholique                               | Vieille ville de Dubrovnik | 95        | 42° 38′ 24″ nord, 18° 06′ 37″ est    |       |
| Cathédrale de Camagüey (es)                                           | Cuba                   |                                | Église catholique                               | Centre historique de Camagüey | 1270      | 21° 25′ 00″ nord, 77° 57′ 00″ ouest  |       |
| Cathédrale de Cienfuegos (es)                                         | Cuba                   |                                | Église catholique                               | Centre historique urbain de Cienfuegos | 1202      | 19° 50′ 46″ nord, 90° 32′ 11″ ouest  |       |
| Cathédrale de La Havane                                               | Cuba                   |                                | Église catholique                               | Vieille ville de La Havane et son système de fortifications                                                                                           | 204       | 23° 08′ 29″ nord, 82° 21′ 07″ ouest  |       |
| Cathédrale de Garðar                                                  | Danemark               |                                | Église catholique                               | Kujataa au Groenland : agriculture nordique et inuite en bordure de la calotte glaciaire                                                              | 1536      | 60° 59′ 14″ nord, 45° 25′ 24″ ouest  |       |
| Ancienne cathédrale de Cuenca (es)                                    | Équateur               |                                | Église catholique                               | Centre historique de Santa Ana de los Ríos de Cuenca                                                                                                  | 863       | 2° 53′ 52″ sud, 79° 00′ 14″ ouest    |       |
| Nouvelle cathédrale de Cuenca (es)                                    | Équateur               |                                | Église catholique                               | Centre historique de Santa Ana de los Ríos de Cuenca                                                                                                  | 863       | 2° 53′ 51″ sud, 79° 00′ 18″ ouest    |       |
| Cathédrale de Quito (es)                                              | Équateur               |                                | Église catholique                               | Ville de Quito | 2         | 0° 13′ 13″ sud, 78° 30′ 51″ ouest    |       |
| Cathédrale Enda Mariam (en)                                           | Érythrée               |                                | Église érythréenne orthodoxe                    | Asmara : une ville moderniste d'Afrique | 1550      | 15° 20′ 23″ nord, 38° 56′ 39″ est    |       |
| Cathédrale d'Alcalá de Henares                                        | Espagne                |                                | Église catholique                               | Université et quartier historique d'Alcalá de Henares                                                                                                 | 876       | 40° 28′ 50″ nord, 3° 22′ 09″ ouest   |       |
| Cathédrale d'Ávila                                                    | Espagne                |                                | Église catholique                               | Vieille ville d'Ávila avec ses églises extra-muros | 348       | 40° 39′ 21″ nord, 4° 41′ 50″ ouest   |       |
| Cathédrale de Baeza                                                   | Espagne                |                                | Église catholique                               | Ensembles monumentaux Renaissance de Úbeda et Baeza                                                                                                   | 522       | 37° 59′ 24″ nord, 3° 28′ 08″ ouest   |       |
| Cathédrale de Cáceres                                                 | Espagne                |                                | Église catholique                               | Vieille ville de Caceres | 384       | 39° 28′ 29″ nord, 6° 22′ 12″ ouest   |       |
| Mosquée-cathédrale de Cordoue                                         | Espagne                |                                | Église catholique                               | Centre historique de Cordoue | 313       | 37° 52′ 44″ nord, 4° 46′ 45″ ouest   |       |
| Cathédrale Sainte-Marie-et-Saint-Julien de Cuenca                     | Espagne                |                                | Église catholique                               | Ville historique fortifiée de Cuenca | 781       | 40° 04′ 43″ nord, 2° 07′ 44″ ouest   |       |
| Cathédrale d'Ibiza                                                    | Espagne                |                                | Église catholique                               | Ibiza, biodiversité et culture | 417       | 38° 54′ 24″ nord, 1° 26′ 12″ est     |       |
| Cathédrale de La Laguna                                               | Espagne                |                                | Église catholique                               | San Cristóbal de la Laguna | 929       | 28° 29′ 20″ nord, 16° 18′ 59″ ouest  |       |
| Cathédrale de Saint-Jacques-de-Compostelle                            | Espagne                |                                | Église catholique                               | Vieille ville de Saint-Jacques-de-Compostelle | 347       | 42° 52′ 50″ nord, 8° 32′ 38″ ouest   |       |
| Nouvelle cathédrale de Salamanque                                     | Espagne                |                                | Église catholique                               | Vieille ville de Salamanque | 381       | 40° 57′ 39″ nord, 5° 39′ 58″ ouest   |       |
| Vieille cathédrale de Salamanque                                      | Espagne                |                                | Église catholique                               | Vieille ville de Salamanque | 381       | 40° 57′ 38″ nord, 5° 39′ 59″ ouest   |       |
| Cathédrale Saint-Sauveur de Saragosse                                 | Espagne                |                                | Église catholique                               | Architecture mudéjare d'Aragon | 378       | 41° 39′ 17″ nord, 0° 52′ 33″ ouest   |       |
| Cathédrale de Ségovie                                                 | Espagne                |                                | Église catholique                               | Vieille ville de Ségovie et son aqueduc | 311       | 40° 57′ 01″ nord, 4° 07′ 32″ ouest   |       |
| Cathédrale de Teruel                                                  | Espagne                |                                | Église catholique                               | Architecture mudéjare d'Aragon | 378       | 40° 20′ 38″ nord, 1° 06′ 26″ ouest   |       |
| Cathédrale Sainte-Marie de Tolède                                     | Espagne                |                                | Église catholique                               | Ville historique de Tolède | 379       | 39° 51′ 26″ nord, 4° 01′ 26″ ouest   |       |
| Cathédrale Alexandre-Nevski de Tallinn                                | Estonie                |                                | Église catholique                               | Centre historique (vieille ville) de Tallinn | 822       | 59° 26′ 09″ nord, 24° 44′ 22″ est    |       |
| Cathédrale Sainte-Cécile d'Albi                                       | France                 |                                | Église catholique                               | Cité épiscopale d'Albi | 1337      | 43° 55′ 43″ nord, 2° 08′ 34″ est     |       |
| Métropole Notre-Dame-des-Doms d'Avignon                               | France                 |                                | Église catholique                               | Centre historique d'Avignon : Palais des papes, ensemble épiscopal et Pont d'Avignon                                                                  | 228       | 43° 57′ 06″ nord, 4° 48′ 27″ est     |       |
| Cathédrale Saint-Jean de Besançon                                     | France                 |                                | Église catholique                               | Fortifications de Vauban | 1283      | 47° 14′ 01″ nord, 6° 01′ 50″ est     |       |
| Cathédrale Saint-Louis de Blois                                       | France                 |                                | Église catholique                               | Val de Loire entre Sully-sur-Loire et Chalonnes | 933       | 47° 35′ 19″ nord, 1° 20′ 11″ est     |       |
| Cathédrale Saint-Bénigne de Dijon                                     | France                 |                                | Église catholique                               | Les climats du vignoble de Bourgogne | 1425      | 47° 19′ 17″ nord, 5° 02′ 04″ est     |       |
| Cathédrale Notre-Dame du Havre                                        | France                 |                                | Église catholique                               | Le Havre, la ville reconstruite par Auguste Perret | 1181      | 49° 29′ 13″ nord, 0° 06′ 30″ est     |       |
| Primatiale Saint-Jean de Lyon                                         | France                 |                                | Église catholique                               | Site historique de Lyon | 872       | 45° 45′ 39″ nord, 4° 49′ 38″ est     |       |
| Cathédrale Sainte-Croix d'Orléans                                     | France                 |                                | Église catholique                               | Val de Loire entre Sully-sur-Loire et Chalonnes | 933       | 47° 54′ 06″ nord, 1° 54′ 37″ est     |       |
| Cathédrale Notre-Dame de Paris                                        | France                 |                                | Église catholique                               | Paris, rives de la Seine | 600       | 48° 51′ 11″ nord, 2° 20′ 59″ est     |       |
| Cathédrale Saint-Louis-des-Invalides                                  | France                 |                                | Église catholique                               | Paris, rives de la Seine | 600       | 48° 51′ 18″ nord, 2° 18′ 45″ est     |       |
| Cathédrale Notre-Dame de Strasbourg                                   | France                 |                                | Église catholique                               | Strasbourg : de la Grande-île à la Neustadt, une scène urbaine européenne                                                                             | 495       | 48° 34′ 54″ nord, 7° 45′ 03″ est     |       |
| Cathédrale Saint-Gatien de Tours                                      | France                 |                                | Église catholique                               | Val de Loire entre Sully-sur-Loire et Chalonnes | 933       | 47° 23′ 44″ nord, 0° 41′ 40″ est     |       |
| Cathédrale Saint-Joseph d'Antigua Guatemala                           | Guatemala              | Ancienne cathédrale, en ruines | Église catholique                               | Antigua Guatemala | 65        | 14° 33′ 24″ nord, 90° 43′ 58″ ouest  |       |
| Cathédrale Sainte-Catherine de Goa                                    | Inde                   |                                | Église catholique                               | Églises et couvents de Goa | 234       | 15° 30′ 14″ nord, 73° 54′ 44″ est    |       |
| Cathédrale Saint-Jacques de Jérusalem                                 | Israël                 |                                | Église apostolique arménienne                   | Vieille ville de Jérusalem et ses remparts | 148       | 31° 46′ 29″ nord, 35° 13′ 44″ est    |       |
| Co-cathédrale du Saint-Nom-de-Jésus de Jérusalem                      | Israël                 |                                | Église catholique                               | Vieille ville de Jérusalem et ses remparts | 148       | 31° 46′ 40″ nord, 35° 13′ 38″ est    |       |
| Église du Saint-Sépulcre                                              | Israël                 |                                | Église orthodoxe, Église apostolique arménienne | Vieille ville de Jérusalem et ses remparts | 148       | 31° 46′ 42″ nord, 35° 13′ 47″ est    |       |
| Cathédrale Saint-André d'Amalfi                                       | Italie                 |                                | Église catholique                               | Côte amalfitaine | 830       | 40° 38′ 04″ nord, 14° 36′ 11″ est    |       |
| Cathédrale d'Assise                                                   | Italie                 |                                | Église catholique                               | Assise, la Basilique de San Francesco et autres sites franciscains                                                                                    | 990       | 43° 04′ 15″ nord, 12° 37′ 02″ est    |       |
| Cathédrale de Caltagirone                                             | Italie                 |                                | Église catholique                               | Villes du baroque tardif de la vallée de Noto (sud-est de la Sicile)                                                                                  | 1024      | 37° 14′ 14″ nord, 14° 30′ 45″ est    |       |
| Cathédrale Sant'Agata de Catane                                       | Italie                 |                                | Église catholique                               | Villes du baroque tardif de la vallée de Noto (sud-est de la Sicile)                                                                                  | 1024      | 37° 30′ 09″ nord, 15° 05′ 17″ est    |       |
| Cathédrale Saint-Georges de Ferrare                                   | Italie                 |                                | Église catholique                               | Ferrare, ville de la Renaissance, et son delta du Pô                                                                                                  | 733       | 44° 50′ 08″ nord, 11° 37′ 12″ est    |       |
| Cathédrale Santa Maria del Fiore                                      | Italie                 |                                | Église catholique                               | Centre historique de Florence | 174       | 43° 46′ 25″ nord, 11° 15′ 23″ est    |       |
| Cathédrale San Pietro de Mantoue                                      | Italie                 |                                | Église catholique                               | Mantoue et Sabbioneta | 1287      | 45° 09′ 38″ nord, 10° 47′ 51″ est    |       |
| Cathédrale Notre-Dame-de-l'Assomption de Naples                       | Italie                 |                                | Église catholique                               | Centre historique de Naples | 726       | 40° 51′ 09″ nord, 14° 15′ 34″ est    |       |
| Cathédrale de Noto                                                    | Italie                 |                                | Église catholique                               | Villes du baroque tardif de la vallée de Noto (sud-est de la Sicile)                                                                                  | 1024      | 36° 53′ 36″ nord, 15° 04′ 14″ est    |       |
| Dôme de Pienza                                                        | Italie                 |                                | Église catholique                               | Centre historique de Pienza | 789       | 43° 04′ 35″ nord, 11° 40′ 45″ est    |       |
| Cathédrale Notre-Dame-de-l'Assomption de Pise                         | Italie                 |                                | Église catholique                               | Piazza del Duomo à Pise | 395       | 43° 43′ 24″ nord, 10° 23′ 45″ est    |       |
| Cathédrale Saint-Jean-Baptiste de Raguse                              | Italie                 |                                | Église catholique                               | Villes du baroque tardif de la vallée de Noto (sud-est de la Sicile)                                                                                  | 1024      | 36° 55′ 33″ nord, 14° 43′ 42″ est    |       |
| Basilique Saint-Jean-de-Latran                                        | Italie                 |                                | Église catholique                               | Centre historique de Rome, les biens du Saint-Siège situés dans cette ville bénéficiant des droits d'extra-territorialité et Saint-Paul-hors-les-Murs | 91        | 41° 53′ 09″ nord, 12° 30′ 22″ est    |       |
| Cathédrale Santa Maria Assunta de Sienne                              | Italie                 |                                | Église catholique                               | Centre historique de Sienne | 717       | 43° 19′ 03″ nord, 11° 19′ 43″ est    |       |
| Cathédrale Santa Maria Assunta de Torcello                            | Italie                 |                                | Église catholique                               | Venise et sa lagune | 394       | 45° 29′ 54″ nord, 12° 25′ 09″ est    |       |
| Cathédrale d'Urbino                                                   | Italie                 |                                | Église catholique                               | Centre historique d'Urbino | 828       | 43° 43′ 30″ nord, 12° 38′ 11″ est    |       |
| Basilique Saint-Marc                                                  | Italie                 |                                | Église catholique                               | Venise et sa lagune | 394       | 45° 26′ 04″ nord, 12° 20′ 23″ est    |       |
| Cathédrale Santa Maria Matricolare de Vérone                          | Italie                 |                                | Église catholique                               | Ville de Vérone | 797       | 45° 26′ 50″ nord, 10° 59′ 49″ est    |       |
| Cathédrale de Vicence                                                 | Italie                 |                                | Église catholique                               | Ville de Vicence et les villas de Palladio en Vénétie                                                                                                 | 712       | 45° 32′ 46″ nord, 11° 32′ 37″ est    |       |
| Cathédrale de la Nativité de Riga                                     | Lettonie               |                                | Église orthodoxe                                | Centre historique de Riga | 852       | 56° 57′ 14″ nord, 24° 06′ 56″ est    |       |
| Cathédrale protestante de Riga                                        | Lettonie               |                                | Luthéranisme                                    | Centre historique de Riga | 852       | 56° 56′ 57″ nord, 24° 06′ 16″ est    |       |
| Cathédrale Saint-Jacques de Riga                                      | Lettonie               |                                | Église catholique                               | Centre historique de Riga | 852       | 56° 57′ 03″ nord, 24° 06′ 17″ est    |       |
| Cathédrale de Vilnius                                                 | Lituanie               |                                | Église catholique                               | Centre historique de Vilnius | 541       | 54° 41′ 09″ nord, 25° 17′ 16″ est    |       |
| Cathédrale orthodoxe de l'Assomption de Vilnius                       | Lituanie               |                                | Église orthodoxe                                | Centre historique de Vilnius | 541       | 54° 40′ 52″ nord, 25° 17′ 31″ est    |       |
| Cathédrale Notre-Dame de Luxembourg                                   | Luxembourg             |                                | Église catholique                               | Ville de Luxembourg : vieux quartiers et fortifications                                                                                               | 699       | 49° 36′ 35″ nord, 6° 07′ 54″ est     |       |
| Cathédrale Sainte-Sophie d'Ohrid                                      | Macédoine du Nord      |                                | Église orthodoxe macédonienne                   | Patrimoine naturel et culturel de la région d'Ohrid                                                                                                   | 99        | 41° 06′ 44″ nord, 20° 47′ 39″ est    |       |
| Pro-cathédrale anglicane Saint-Paul de La Valette                     | Malte                  |                                | Anglicanisme                                    | Ville de La Valette | 131       | 35° 54′ 01″ nord, 14° 30′ 41″ est    |       |
| Co-cathédrale Saint-Jean de La Valette                                | Malte                  |                                | Église catholique                               | Ville de La Valette | 131       | 35° 53′ 52″ nord, 14° 30′ 46″ est    |       |
| Cathédrale de Campeche (es)                                           | Mexique                |                                | Église catholique                               | Ville historique fortifiée de Campeche | 895       | 19° 50′ 46″ nord, 90° 32′ 10″ ouest  |       |
| Basilique-cathédrale de Durango                                       | Mexique                |                                | Église catholique                               | Camino Real de Tierra Adentro | 1351      | 24° 01′ 30″ nord, 104° 40′ 13″ ouest |       |
| Cathédrale métropolitaine de Mexico                                   | Mexique                |                                | Église catholique                               | Centre historique de Mexico et Xochimilco | 412       | 19° 26′ 04″ nord, 99° 07′ 58″ ouest  |       |
| Cathédrale Saint-Sauveur de Morelia                                   | Mexique                |                                | Église catholique                               | Centre historique de Morelia | 585       | 19° 42′ 09″ nord, 101° 11′ 33″ ouest |       |
| Cathédrale Notre-Dame-de-l'Assomption de Oaxaca                       | Mexique                |                                | Église catholique                               | Centre historique de Oaxaca et zone archéologique de Monte Alban                                                                                      | 415       | 17° 03′ 41″ nord, 96° 43′ 30″ ouest  |       |
| Cathédrale de l'Immaculée-Conception de Puebla                        | Mexique                |                                | Église catholique                               | Centre historique de Puebla | 416       | 19° 02′ 34″ nord, 98° 11′ 54″ ouest  |       |
| Cathédrale de Querétaro (es)                                          | Mexique                |                                | Église catholique                               | Zone de monuments historiques de Querétaro | 792       | 20° 35′ 29″ nord, 100° 23′ 48″ ouest |       |
| Cathédrale de San Luis Potosí (es)                                    | Mexique                |                                | Église catholique                               | Camino Real de Tierra Adentro | 1351      | 22° 09′ 09″ nord, 100° 58′ 37″ ouest |       |
| Cathédrale Notre-Dame-de-l'Assomption de Zacatecas                    | Mexique                |                                | Église catholique                               | Centre historique de Zacatecas | 676       | 22° 46′ 32″ nord, 102° 34′ 20″ ouest |       |
| Cathédrale Saint-Tryphon de Kotor                                     | Monténégro             |                                | Église catholique                               | Contrée naturelle et culturo-historique de Kotor | 125       | 42° 25′ 27″ nord, 18° 46′ 17″ est    |       |
| Cathédrale Santa María de la Gracia                                   | Nicaragua              | Ruines                         | Église catholique                               | Ruines de León Viejo | 613       | 12° 24′ 00″ nord, 86° 36′ 54″ ouest  |       |
| Cathédrale-basilique Sainte-Marie de Panama City                      | Panama                 |                                | Église catholique                               | Site archéologique de Panamá Viejo et district historique de Panamá                                                                                   | 790       | 8° 57′ 09″ nord, 79° 32′ 07″ ouest   |       |
| Cathédrale de Panamá Viejo (es)                                       | Panama                 |                                | Église catholique                               | Site archéologique de Panamá Viejo et district historique de Panamá                                                                                   | 790       | 9° 00′ 24″ nord, 79° 29′ 07″ ouest   |       |
| Cathédrale de Pietermaai (nl)                                         | Pays-Bas               |                                | Église catholique                               | Zone historique de Willemstad, centre-ville et port, Curaçao                                                                                          | 819       | 12° 06′ 11″ nord, 68° 55′ 29″ ouest  |       |
| Cathédrale Notre-Dame d'Arequipa                                      | Pérou                  |                                | Église catholique                               | Centre historique de la ville d'Arequipa | 1016      | 16° 23′ 53″ sud, 71° 32′ 11″ ouest   |       |
| Cathédrale Notre-Dame-de-l'Assomption de Cuzco                        | Pérou                  |                                | Église catholique                               | Ville de Cuzco | 273       | 13° 30′ 59″ sud, 71° 58′ 41″ ouest   |       |
| Cathédrale Saint-Jean de Lima                                         | Pérou                  |                                | Église catholique                               | Centre historique de Lima | 500       | 12° 02′ 46″ sud, 77° 01′ 49″ ouest   |       |
| Cathédrale Saint-Paul de Vigan                                        | Philippines            |                                | Église catholique                               | Ville historique de Vigan | 502       | 17° 34′ 29″ nord, 120° 23′ 20″ est   |       |
| Cathédrale du Wawel                                                   | Pologne                |                                | Église catholique                               | Centre historique de Cracovie | 29        | 50° 03′ 17″ nord, 19° 56′ 07″ est    |       |
| Basilique Saint-Jean-Baptiste-et-Saint-Jean-l'Évangéliste de Toruń    | Pologne                |                                | Église catholique                               | Ville médiévale de Toruń | 835       | 53° 00′ 33″ nord, 18° 36′ 22″ est    |       |
| Cathédrale Saint-Jean de Varsovie                                     | Pologne                |                                | Église catholique                               | Centre historique de Varsovie | 30        | 52° 14′ 56″ nord, 21° 00′ 49″ est    |       |
| Cathédrale de la Résurrection-et-Saint-Thomas de Zamość               | Pologne                |                                | Église catholique                               | Vieille ville de Zamość | 564       | 50° 42′ 59″ nord, 23° 15′ 01″ est    |       |
| Cathédrale d'Angra do Heroísmo                                        | Portugal               |                                | Église catholique                               | Centre d'Angra do Heroismo aux Açores | 206       | 38° 39′ 18″ nord, 27° 13′ 15″ ouest  |       |
| Cathédrale Velha de Coimbra                                           | Portugal               |                                | Église catholique                               | Université de Coimbra – Alta et Sofia | 1387      | 40° 12′ 31″ nord, 8° 25′ 37″ ouest   |       |
| Cathédrale d’Elvas (pt)                                               | Portugal               |                                | Église catholique                               | Ville de garnison frontalière d'Elvas et ses fortifications                                                                                           | 1367      | 38° 52′ 52″ nord, 7° 09′ 50″ ouest   |       |
| Cathédrale d'Évora                                                    | Portugal               |                                | Église catholique                               | Centre historique d'Évora | 361       | 38° 34′ 18″ nord, 7° 54′ 24″ ouest   |       |
| Cathédrale de Porto                                                   | Portugal               |                                | Église catholique                               | Centre historique de Porto, Pont Luiz I et Monastère de Serra do Pilar (pt)                                                                           | 755       | 41° 08′ 34″ nord, 8° 36′ 40″ ouest   |       |
| Cathédrale Notre-Dame-de-l'Incarnation de Saint-Domingue              | République dominicaine |                                | Église catholique                               | Ville coloniale de Saint-Domingue | 526       | 18° 28′ 37″ nord, 69° 53′ 09″ ouest  |       |
| Cathédrale Saint-Gilles d'Édimbourg                                   | Royaume-Uni            |                                | Anglicanisme                                    | Vieille ville et Nouvelle ville d'Édimbourg | 728       | 55° 56′ 58″ nord, 3° 11′ 27″ ouest   |       |
| Cathédrale catholique romaine Sainte-Marie d'Édimbourg                | Royaume-Uni            |                                | Église catholique                               | Vieille ville et Nouvelle ville d'Édimbourg | 728       | 55° 57′ 22″ nord, 3° 11′ 16″ ouest   |       |
| Cathédrale de la Nativité-de-la-Sainte-Vierge                         | Russie                 |                                | Église orthodoxe                                | Ensemble du monastère de Ferapontov | 982       | 59° 57′ 24″ nord, 38° 34′ 02″ est    |       |
| Cathédrale de la Dormition de Iaroslavl                               | Russie                 |                                | Église orthodoxe                                | Centre historique de la ville de Yaroslavl | 1170      | 57° 37′ 21″ nord, 39° 54′ 07″ est    |       |
| Cathédrale de l'Annonciation de Kazan                                 | Russie                 |                                | Église orthodoxe                                | Ensemble historique et architectural du Kremlin de Kazan                                                                                              | 980       | 55° 47′ 59″ nord, 49° 06′ 21″ est    |       |
| Cathédrale de l'Annonciation de Moscou                                | Russie                 |                                | Église orthodoxe                                | Le Kremlin et la place Rouge, Moscou | 545       | 55° 45′ 00″ nord, 37° 37′ 00″ est    |       |
| Cathédrale de l'Archange-Saint-Michel de Moscou                       | Russie                 |                                | Église orthodoxe                                | Le Kremlin et la place Rouge, Moscou | 545       | 55° 45′ 01″ nord, 37° 37′ 04″ est    |       |
| Cathédrale de la Dormition de Moscou                                  | Russie                 |                                | Église orthodoxe                                | Le Kremlin et la place Rouge, Moscou | 545       | 55° 45′ 04″ nord, 37° 37′ 01″ est    |       |
| Cathédrale Saint-Basile-le-Bienheureux de Moscou                      | Russie                 |                                | Église orthodoxe                                | Le Kremlin et la place Rouge, Moscou | 545       | 55° 45′ 09″ nord, 37° 37′ 23″ est    |       |
| Cathédrale Sainte-Sophie de Novgorod                                  | Russie                 |                                | Église orthodoxe                                | Monuments historiques de Novgorod et de ses environs                                                                                                  | 604       | 58° 31′ 20″ nord, 31° 16′ 36″ est    |       |
| Grande Église du Palais d'Hiver                                       | Russie                 |                                | Église orthodoxe                                | Centre historique de Saint-Pétersbourg et ensembles monumentaux annexes                                                                               | 540       | 59° 56′ 26″ nord, 30° 18′ 56″ est    |       |
| Cathédrale Saint-Pierre-et-Saint-Paul de Peterhof                     | Russie                 |                                | Église orthodoxe                                | Centre historique de Saint-Pétersbourg et ensembles monumentaux annexes                                                                               | 540       | 59° 52′ 44″ nord, 29° 54′ 46″ est    |       |
| Cathédrale Notre-Dame-de-l'Assomption de Saint-Pétersbourg            | Russie                 |                                | Église catholique                               | Centre historique de Saint-Pétersbourg et ensembles monumentaux annexes                                                                               | 540       | 59° 54′ 58″ nord, 30° 18′ 44″ est    |       |
| Cathédrale Notre-Dame-de-Kazan de Saint-Pétersbourg                   | Russie                 |                                | Église orthodoxe                                | Centre historique de Saint-Pétersbourg et ensembles monumentaux annexes                                                                               | 540       | 59° 56′ 03″ nord, 30° 19′ 29″ est    |       |
| Cathédrale Saint-André de Saint-Pétersbourg                           | Russie                 |                                | Église orthodoxe                                | Centre historique de Saint-Pétersbourg et ensembles monumentaux annexes                                                                               | 540       | 59° 56′ 23″ nord, 30° 16′ 59″ est    |       |
| Cathédrale Saint-Isaac de Saint-Pétersbourg                           | Russie                 |                                | Église orthodoxe                                | Centre historique de Saint-Pétersbourg et ensembles monumentaux annexes                                                                               | 540       | 59° 56′ 02″ nord, 30° 18′ 22″ est    |       |
| Cathédrale Saint-Nicolas-des-Marins de Saint-Pétersbourg              | Russie                 |                                | Église orthodoxe                                | Centre historique de Saint-Pétersbourg et ensembles monumentaux annexes                                                                               | 540       | 59° 55′ 21″ nord, 30° 18′ 00″ est    |       |
| Cathédrale Saint-Samson de Saint-Pétersbourg                          | Russie                 |                                | Église orthodoxe                                | Centre historique de Saint-Pétersbourg et ensembles monumentaux annexes                                                                               | 540       | 59° 58′ 06″ nord, 30° 20′ 34″ est    |       |
| Cathédrale Saint-Sauveur-sur-le-Sang-Versé de Saint-Pétersbourg       | Russie                 |                                | Église orthodoxe                                | Centre historique de Saint-Pétersbourg et ensembles monumentaux annexes                                                                               | 540       | 59° 56′ 24″ nord, 30° 19′ 43″ est    |       |
| Cathédrale Saint-Vladimir de Saint-Pétersbourg                        | Russie                 |                                | Église orthodoxe                                | Centre historique de Saint-Pétersbourg et ensembles monumentaux annexes                                                                               | 540       | 59° 57′ 06″ nord, 30° 17′ 43″ est    |       |
| Cathédrale de la Transfiguration de Saint-Pétersbourg                 | Russie                 |                                | Église orthodoxe                                | Centre historique de Saint-Pétersbourg et ensembles monumentaux annexes                                                                               | 540       | 59° 56′ 35″ nord, 30° 21′ 09″ est    |       |
| Cathédrale de la Trinité de Saint-Pétersbourg                         | Russie                 |                                | Église orthodoxe                                | Centre historique de Saint-Pétersbourg et ensembles monumentaux annexes                                                                               | 540       | 59° 54′ 58″ nord, 30° 18′ 21″ est    |       |
| Cathédrale de la Trinité de la laure Saint-Alexandre-Nevski           | Russie                 |                                | Église orthodoxe                                | Centre historique de Saint-Pétersbourg et ensembles monumentaux annexes                                                                               | 540       | 59° 55′ 16″ nord, 30° 23′ 20″ est    |       |
| Cathédrale de la Trinité de Serguiev Possad                           | Russie                 |                                | Église orthodoxe                                | Ensemble architectural de la laure de la Trinité-Saint-Serge à Serguiev Possad                                                                        | 657       | 56° 18′ 35″ nord, 38° 07′ 46″ est    |       |
| Cathédrale de Notre-Dame de Smolensk                                  | Russie                 |                                | Église orthodoxe                                | Ensemble du couvent Novodievitchi | 1097      | 55° 43′ 34″ nord, 37° 33′ 23″ est    |       |
| Cathédrale Saint-Louis de Saint-Louis-du-Sénégal                      | Sénégal                |                                | Église catholique                               | Île de Saint-Louis | 956       | 16° 01′ 29″ nord, 16° 30′ 16″ ouest  |       |
| Cathédrale Saint-Martin de Spišská Kapitula                           | Slovaquie              |                                | Église catholique                               | Levoča, Spišský Hrad et les monuments culturels associés                                                                                              | 620       | 49° 00′ 02″ nord, 20° 44′ 27″ est    |       |
| Cathédrale de Visby                                                   | Suède                  |                                | Luthéranisme                                    | Ville hanséatique de Visby | 731       | 57° 38′ 30″ nord, 18° 17′ 52″ est    |       |
| Église Saint-Pierre-et-Paul de Berne                                  | Suisse                 |                                | Église vieille-catholique                       | Vieille ville de Berne | 267       | 46° 56′ 55″ nord, 7° 27′ 07″ est     |       |
| Abbatiale de Saint-Gall                                               | Suisse                 |                                | Église catholique                               | Couvent de Saint-Gall | 268       | 47° 25′ 23″ nord, 9° 22′ 38″ est     |       |
| Église Saints-Pierre-et-Paul de Paramaribo (nl)                       | Suriname               |                                | Église catholique                               | Centre ville historique de Paramaribo | 940       | 5° 49′ 43″ nord, 55° 09′ 15″ ouest   |       |
| Cathédrale des Quarante-Martyrs d'Alep                                | Syrie                  |                                | Église apostolique arménienne                   | Vieille ville d'Alep | 21        | 36° 12′ 22″ nord, 37° 09′ 19″ est    |       |
| Cathédrale mariamite de Damas                                         | Syrie                  |                                | Église orthodoxe                                | Ancienne ville de Damas | 20        | 33° 30′ 34″ nord, 36° 18′ 41″ est    |       |
| Cathédrale Notre-Dame-de-la-Dormition de Damas                        | Syrie                  |                                | Église grecque-melkite-catholique               | Ancienne ville de Damas | 20        | 33° 30′ 30″ nord, 36° 18′ 59″ est    |       |
| Cathédrale Saint-Georges de Damas                                     | Syrie                  |                                | Église syriaque orthodoxe                       | Ancienne ville de Damas | 20        | 33° 30′ 38″ nord, 36° 18′ 54″ est    |       |
| Cathédrale du Christ de Zanzibar (en)                                 | Tanzanie               |                                | Anglicanisme                                    | Ville de pierre de Zanzibar | 173       | 6° 09′ 46″ sud, 39° 11′ 33″ est      |       |
| Cathédrale Saint-Joseph de Zanzibar                                   | Tanzanie               |                                | Église catholique                               | Ville de pierre de Zanzibar | 173       | 6° 09′ 46″ sud, 39° 11′ 20″ est      |       |
| Cathédrale Saint-Guy de Prague                                        | Tchéquie               |                                | Église catholique                               | Centre historique de Prague | 616       | 50° 05′ 27″ nord, 14° 24′ 03″ est    |       |
| Cathédrale d'Ani                                                      | Turquie                | Ruines                         | Église apostolique arménienne                   | Site archéologique d'Ani | 1518      | 40° 30′ 22″ nord, 43° 34′ 22″ est    |       |
| Cathédrale arménienne de Lviv                                         | Ukraine                |                                | Église apostolique arménienne                   | Lviv - ensemble du centre historique | 865       | 49° 50′ 36″ nord, 24° 01′ 51″ est    |       |
| Basilique-cathédrale de l'Assomption de la Bienheureuse-Vierge-Marie  | Ukraine                |                                | Église catholique                               | Lviv - ensemble du centre historique | 865       | 49° 50′ 26″ nord, 24° 01′ 50″ est    |       |
| Cathédrale Saint-Georges de Lviv                                      | Ukraine                |                                | Église grecque-catholique ukrainienne           | Lviv - ensemble du centre historique | 865       | 49° 50′ 19″ nord, 24° 00′ 46″ est    |       |